# American Hockey League 1947-1948
La stagione 1947-1948 è stata la 12ª edizione della American Hockey League, la più importante lega minore nordamericana di hockey su ghiaccio. Per la prima volta vennero assegnati quattro premi individuali ai migliori giocatori della lega, quelli per l'MVP, il miglior marcatore, il miglior rookie e il miglior portiere. La stagione vide al via undici formazioni e al termine dei playoff i Cleveland Barons conquistarono la loro quarta Calder Cup sconfiggendo i Buffalo Bisons 4-0.

## Modifiche
- Ritornarono a giocare i Washington Lions, inattivi dalla fine della stagione 1942-1943.

## Stagione regolare

### Classifiche
East Division
|  | Pos. | Squadra              | Pt | G  | V  | S  | N  | GF  | GS  | DR   |
|  | ---- | -------------------- | -- | -- | -- | -- | -- | --- | --- | ---- |
|  | 1.   | Providence Reds      | 86 | 68 | 41 | 23 | 4  | 342 | 277 | +65  |
|  | 2.   | New Haven Ramblers   | 69 | 68 | 31 | 30 | 7  | 254 | 242 | +12  |
|  | 3.   | Hershey Bears        | 63 | 68 | 25 | 30 | 13 | 240 | 273 | -33  |
|  | 4.   | Philadelphia Rockets | 49 | 68 | 22 | 41 | 5  | 260 | 331 | -71  |
|  | 5.   | Springfield Indians  | 45 | 68 | 19 | 42 | 7  | 237 | 308 | -71  |
|  | 6.   | Washington Lions     | 40 | 68 | 17 | 45 | 6  | 241 | 369 | -128 |

West Division
|  | Pos. | Squadra               | Pt | G  | V  | S  | N  | GF  | GS  | DR   |
|  | ---- | --------------------- | -- | -- | -- | -- | -- | --- | --- | ---- |
|  | 1.   | Cleveland Barons      | 98 | 68 | 43 | 13 | 12 | 332 | 197 | +135 |
|  | 2.   | Pittsburgh Hornets    | 88 | 68 | 38 | 18 | 12 | 238 | 170 | +68  |
|  | 3.   | Buffalo Bisons        | 86 | 68 | 41 | 23 | 4  | 277 | 238 | +39  |
|  | 4.   | Indianapolis Capitals | 70 | 68 | 32 | 30 | 6  | 293 | 260 | +33  |
|  | 5.   | St. Louis Flyers      | 54 | 68 | 22 | 36 | 10 | 242 | 291 | -49  |

Legenda:

      Ammesse ai Playoff
Note:

Due punti a vittoria, un punto a pareggio, zero a sconfitta.

### Statistiche
Classifica marcatori
| Giocatore       | Squadra               | PG | Gol | Assist | Punti |
| --------------- | --------------------- | -- | --- | ------ | ----- |
| Carl Liscombe   | Providence Reds       | 68 | 50  | 68     | 118   |
| Cliff Simpson   | Indianapolis Capitals | 68 | 48  | 62     | 110   |
| Harvey Fraser   | Providence Reds       | 64 | 45  | 52     | 97    |
| John Chad       | Providence Reds       | 67 | 41  | 53     | 94    |
| Paul Courteau   | Springfield Indians   | 68 | 28  | 64     | 92    |
| Wally Stefaniw  | Philadelphia Rockets  | 67 | 15  | 72     | 87    |
| Johnny Holota   | Cleveland Barons      | 68 | 48  | 38     | 86    |
| Johnny Mahaffy  | Philadelphia Rockets  | 60 | 26  | 57     | 83    |
| Chuck Scherza   | Providence Reds       | 68 | 18  | 65     | 83    |
| Eldred Kobussen | Springfield Indians   | 67 | 40  | 42     | 82    |
|                 |                       |    |     |        |       |

Classifica portieri
| Giocatore      | Squadra            | PG | MGS  |  |
| -------------- | ------------------ | -- | ---- |  |
| Baz Bastien    | Pittsburgh Hornets | 68 | 2.50 |  |
| Johnny Bower   | Cleveland Barons   | 31 | 2.68 |  |
| Roger Bessette | Cleveland Barons   | 38 | 3.00 |  |
| Paul Bibeault  | Buffalo Bisons     | 25 | 3.32 |  |
| Connie Dion    | Buffalo Bisons     | 43 | 3.60 |  |
|                |                    |    |      |  |

## Playoff
|  | Primo turno | Primo turno        | Primo turno      |                  |                    | Semifinali         | Semifinali      | Semifinali |  |  | Calder Cup | Calder Cup | Calder Cup |  |
|  |             |                    |                  |                  |                    |                    |                 |            |  |  |            |            |            |  |
|  |             |                    |                  |                  |                    | E1                 | Providence Reds | 1          |  |  |            |            |            |  |
|  |             |                    |                  |                  |                    | E1                 | Providence Reds | 1          |  |  |            |            |            |  |
|  |             |                    | W1               | Cleveland Barons | 4                  |                    |                 |            |  |  |            |            |            |  |
|  |             |                    |                  | Cleveland Barons | 4                  |                    |                 |            |  |  |            |            |            |  |
|  |             |                    |                  |                  |                    |                    |                 |            |  |  |            |            |            |  |
|  |             |                    |                  |                  |                    |                    |                 |            |  |  |            |            |            |  |
|  |             | Cleveland Barons   | Cleveland Barons | 4                |                    |                    |                 |            |  |  |            |            |            |  |
|  |             |                    |                  |                  |                    |                    |                 |            |  |  |            |            |            |  |
|  |             |                    | Buffalo Bisons   | Buffalo Bisons   | 0                  |                    |                 |            |  |  |            |            |            |  |
|  | E2          | New Haven Ramblers | Buffalo Bisons   | Buffalo Bisons   | 0                  | 2                  |                 |            |  |  |            |            |            |  |
|  | E2          | New Haven Ramblers |                  |                  |                    |                    |                 |            |  |  |            |            |            |  |
|  | W2          | Pittsburgh Hornets | 0                |                  |                    |                    |                 |            |  |  |            |            |            |  |
|  | W2          | Pittsburgh Hornets | 0                |                  | New Haven Ramblers | New Haven Ramblers | 0               |            |  |  |            |            |            |  |
|  |             |                    |                  |                  | New Haven Ramblers | New Haven Ramblers | 0               |            |  |  |            |            |            |  |
|  |             |                    | Buffalo Bisons   | Buffalo Bisons   | 2                  |                    |                 |            |  |  |            |            |            |  |
|  | E3          | Hershey Bears      | Buffalo Bisons   | Buffalo Bisons   | 2                  | 0                  |                 |            |  |  |            |            |            |  |
|  | E3          | Hershey Bears      |                  |                  |                    |                    |                 |            |  |  |            |            |            |  |
|  | W3          | Buffalo Bisons     | 2                |                  |                    |                    |                 |            |  |  |            |            |            |  |

## Premi AHL
- Calder Cup: Cleveland Barons
- F. G. "Teddy" Oke Trophy: Cleveland Barons
- Dudley "Red" Garrett Memorial Award: Bob Solinger (Cleveland Barons)
- Harry "Hap" Holmes Memorial Award: Baz Bastien (Pittsburgh Hornets)
- Les Cunningham Award: Carl Liscombe (Providence Reds)
- Wally Kilrea Trophy: Carl Liscombe (Providence Reds)

### Vincitori
| Cleveland Barons | Portiere: Roger Bessette Difensori: Les Brennan, Hy Buller, Danny Sprout Attaccanti: George Allen, Tony Bukovich, Bob Carse, Ab DeMarco, Roger Gagne, Johnny Holota, Roy Kelly, Jack Lavoie, Pete Leswick, Church Russell, Bob Solinger, Fred Thurier, Eddie Wares Allenatore: Bun Cook |

### AHL All-Star Team
First All-Star Team
- Attaccanti: Carl Liscombe • Cliff Simpson • Pete Leswick
- Difensori: Pete Backor • Ott Heller
- Portiere: Baz Bastien

Second All-Star Team
- Attaccanti: Jean-Paul Gladu • Eldie Kobussen • Phil Hergesheimer
- Difensori: Eddie Bush • Hugh Millar
- Portiere: Roger Bessette